# Klinčićolike
Klinčićolike (lat. Caryophyllales) je botanički naziv za red biljaka iz razreda Magnoliopsida, jedini u nadredu Caryophyllanae. Cronquist je klasificira s redovima Polygonales i Plumbaginales u podrazred Caryophyllidae, svrstavši u nju 12 porodica. Takhtajan (1997) je također svrstava u podrazred Caryophyllidae, i pobliže nadredu Caryophyllanae, a Robert F. Thorne. 1992. u nadred Caryophyllana.

## Opis
Caryophyllales, su red dikotilnih cvjetnica. Red uključuje 37 porodica, koje sadrže oko 12 000 vrsta u 722 roda. Gotovo polovica porodica vrlo je mala, s manje od desetak vrsta svaka.
Caryophyllales je raznolik red koji uključuje drveće, grmlje, lijane, mangrove, lisne sukulente, jednogodišnje biljke, pa čak i insektivore. Mnogi članovi reda su ekološki specijalizirani da toleriraju slana ili pustinjska okruženja. Neki imaju karakteristične fiziološke prilagodbe kako bi se nosili s tim staništima, uključujući probavu insekata i C4 ili CAM fotosintetske procese. Red je važan kao izvor prehrambenih biljaka, uključujući amarant, rabarbaru, kvinoju i špinat, te ukrasnih biljaka kao što su kaktusi, karanfili, Mirabilis jalapa, “ledene biljke” (rodovi iz porodice Aizoaceae) i crljena semprica Gomphrena globosa.
U sustavu botaničke klasifikacije 2016. angiosperm Phylogeny Group IV (APG IV), Caryophyllales zauzima bazalni položaj unutar jezgre eudikota. Glavne porodice u redu uključuju Caryophyllaceae (2200 vrsta), Amaranthaceae (2050–2500 vrsta), Aizoaceae (2020 vrsta), Cactaceae (1500 vrsta), Polygonaceae (1100 vrsta), Plumbaginaceae (836 vrsta), Portulacaceae (500 vrsta), Nyctaginaceae (395 vrsta), Droseraceae (155 vrsta), Frankeniaceae (90 vrsta), Nepenthaceae (90 vrsta), Tamaricaceae (90 vrsta), Molluginaceae (87 vrsta), Phytolaccaceae (65 vrsta) i Basellaceae (20 vrsta).

### Rasprostranjenost
Najupečatljivija ekološka značajka Caryophyllales je njegova dominacija u alkalnim i sušnim područjima svijeta. Iako su njegove velike porodice rasprostranjene po cijelom svijetu u različitim staništima, one kao što su Caryophyllaceae, Amaranthaceae (porodica amaranta) i Polygonaceae imaju mnoge članove koji su posebno prilagođeni pustinjama ili su halofiti. Na primjer, Aizoaceae javlja se na većem dijelu Zemlje, ali njegovo glavno središte distribucije je u pustinjama i umjerenim geografskim širinama južne Afrike i Australije. Isto tako, Portulacaceae (porodica portulaka) je rasprostranjena u cijelom svijetu, ali sa snažnom pojavom u sušnim regijama zapadne Sjeverne Amerike. Plumbaginaceae uobičajena je diljem svijeta, ali većina članova uspijeva uz morske obale i u drugim slanim sredinama. Frankeniaceae (porodica alkalnih vriština) rasprostranjena je u cijelom svijetu, i raspršena. Druge porodice su restriktivnije u svojoj geografskoj distribuciji.
Cactaceae (porodica kaktusa) je autohtona kroz veći dio Sjeverne i Južne Amerike, od Britanske Kolumbije i Alberte prema jugu. Najsjevernija granica je uz rijeku Peace River u Kanadi, a najjužnija granica se proteže daleko u južni Čile i Argentinu. Jedini predstavnici porodice koji vjerojatno potječu iz Starog svijeta su članovi roda Rhipsalis, s vrstama u istočnoj Africi, Madagaskaru i Šri Lanki. Nije poznato jesu li ove biljke zapravo porijeklom iz Starog svijeta ili su unesene u povijesno doba. Na primjer, razne vrste Opuntia (kaktusa opuncije) i nekih drugih rodova unesene su iz Novog svijeta u mediteransko područje, a neke su ondje samonikle nedugo nakon otkrića Amerike. Zapravo, vrste Opuntia postale su široko naturalizirane u Indiji, malajskoj regiji, Havajima i Australiji. U Australiji i jugoistočnoj Južnoj Africi postali su štetočine i uglavnom ih kontroliraju ličinke vrsta moljaca iz Opuntijinog izvornog prirodnog staništa.
Phytolaccaceae i Basellaceae (s Madeire) uključuju biljke koje se primarno nalaze u Neotropima. Nyctaginaceae česta je u tropima, ali se javlja i u toplijim umjerenim regijama. Molluginaceae nalazi se u tropskim i umjerenim područjima, posebno u južnoj Africi. Tamaricaceae (porodica tamarisa) rasprostranjena je u Euroaziji i Africi, posebno u Sredozemlju i središnjoj Aziji.
Nekoliko porodica, od kojih su većina male, endemične su za ograničena područja. Asteropeiaceae (osam vrsta), Physenaceae (dvije vrste) i Barbeuiaceae (jedna vrsta) su endemi Madagaskara. Kewaceae (osam vrsta) nalazi se u južnoj Africi, uključujući Madagaskar. Rhabdodendraceae (tri vrste) i Stegnospermataceae (tri vrste) ograničene su na Neotropike. Dvije porodice, Sarcobataceae (dvije vrste) i Simmondsiaceae (jedna vrsta), nalaze se isključivo u jugozapadnoj Sjevernoj Americi.
Tri porodice kukcojeda ograničene su na Stari svijet: Dioncophyllaceae (tri vrste u tropskoj Africi), Drosophyllaceae (jedna vrsta na Pirinejskom poluotoku) i Nepenthaceae (porodica biljaka vrča, pronađenaje od Madagaskara do Nove Kaledonije). Druga porodica biljaka mesožderki, Droseraceae (porodica rosika ili venerina muholovka), rasprostranjena je diljem svijeta.

### Gospodarski značaj
Caryophyllales uključuje biljke u rasponu od vrtnih i povrća do bizarnih sukulenata koje nalikuju kamenju. Vrtne biljke uključuju karanfile, ružičaste karanfile, amarante, portulake i lozu na Madeiri. Od povrća u redoslijedu su cikla, špinat i blitva. Aizoaceae uključuje “ledene biljke”, “morske smokve” (također zvane “plažne jabuke”) i “živo kamenje” (litops). Sukulenti iz stabljike ili lišća Cactaceae i Aizoaceae obično se skupljaju i koriste u kamenjarima.

## Sistematika
1. Familia Achatocarpaceae Heimerl (10 spp.)
  1. Achatocarpus Triana (9 spp.)
  2. Phaulothamnus Gray (1 sp.)
2. Familia Agdestidaceae (Heimerl) Nakai (1 sp.)
  1. Agdestis Moc. & Sessé ex DC. (1 sp.)
3. Familia Aizoaceae Martinov (1907 spp.)
  1. Subfamilia Sesuvioideae
    1. Tribus Sesuvieae
      1. Trianthema L. (29 spp.)
      2. Sesuvium L. (16 spp.)
      3. Zaleya Burm. fil. (7 spp.)

    2. Tribus Anisostigmateae Klak
      1. Anisostigma Schinz (1 sp.)
      2. Tribulocarpus S. Moore (3 spp.)

  2. Subfamilia Mesembryanthemoideae Burnett
    1. Mesembryanthemum L. (106 spp.)

  3. Subfamilia Ruschioideae Schwantes
    1. Tribus Apatesieae Schwantes ex Ihlenf., Schwantes & Straka
      1. Skiatophytum L. Bolus (3 spp.)
      2. Carpanthea N. E. Br. (1 sp.)
      3. Hymenogyne Haw. (2 spp.)
      4. Apatesia N. E. Br. (3 spp.)
      5. Conicosia N. E. Br. (2 spp.)

    2. Tribus Dorotheantheae
      1. Cleretum N. E. Br. (13 spp.)

    3. tribus Drosanthemeae
      1. Drosanthemum Schwantes (118 spp.)
      2. Lemonanthemum Klak (1 sp.)

    4. tribus Ruschieae
      1. Diplosoma Schwantes (2 spp.)
      2. Dicrocaulon N. E. Br. (7 spp.)
      3. Monilaria (Schwantes) Schwantes (5 spp.)
      4. Oophytum N. E. Br. (2 spp.)
      5. Disphyma N. E. Br. (5 spp.)
      6. Glottiphyllum N. E. Br. (16 spp.)
      7. Malephora N. E. Br. (17 spp.)
      8. Gibbaeum N. E. Br. (19 spp.)
      9. Delosperma N. E. Br. (161 spp.)
      10. Daggodora S. A. Hammer (1 sp.)
      11. Ectotropis N. E. Br. (2 spp.)
      12. Malotigena Niederle (1 sp.)
      13. Corpuscularia Schwantes (9 spp.)
      14. Trichodiadema Schwantes (34 spp.)
      15. Mestoklema N. E. Br. ex Glen (6 spp.)
      16. Meyerophytum Schwantes (2 spp.)
      17. Mitrophyllum Schwantes (7 spp.)
      18. Drosanthemopsis Rauschert (4 spp.)
      19. Jensenobotrya Herre (1 sp.)
      20. Enarganthe N. E. Br. (1 sp.)
      21. Conophytum N. E. Br. (110 spp.)
      22. Cheiridopsis N. E. Br. (40 spp.)
      23. Octopoma N. E. Br. (5 spp.)
      24. Schlechteranthus Schwantes (15 spp.)
      25. Ruschianthus L. Bolus (1 sp.)
      26. Namaquanthus L. Bolus (1 sp.)
      27. Jacobsenia L. Bolus & Schwantes (3 spp.)
      28. Rabiea N. E. Br. (6 spp.)
      29. Prepodesma N. E. Br. (1 sp.)
      30. Tanquana H. E. K. Hartmann & Liede (3 spp.)
      31. Nananthus N. E. Br. (6 spp.)
      32. Deilanthe N. E. Br. (3 spp.)
      33. Aloinopsis Schwantes (8 spp.)
      34. Pleiospilos N. E. Br. (4 spp.)
      35. Cylindrophyllum Schwantes (5 spp.)
      36. Calamophyllum Schwantes (3 spp.)
      37. Hartmanthus S. A. Hammer (2 spp.)
      38. Didymaotus N. E. Br. (1 sp.)
      39. Rhinephyllum N. E. Br. (12 spp.)
      40. Peersia L. Bolus (3 spp.)
      41. Chasmatophyllum (Schwantes) Dinter & Schwantes (6 spp.)
      42. Stomatium Schwantes (39 spp.)
      43. Mossia N. E. Br. (1 sp.)
      44. Frithia N. E. Br. (2 spp.)
      45. Neohenricia L. Bolus (2 spp.)
      46. Faucaria Schwantes (8 spp.)
      47. Orthopterum L. Bolus (2 spp.)
      48. Hereroa (Schwantes) Dinter & Schwantes (28 spp.)
      49. Rhombophyllum (Schwantes) Schwantes (5 spp.)
      50. Bergeranthus Schwantes (7 spp.)
      51. Carruanthus (Schwantes) Schwantes (2 spp.)
      52. Machairophyllum Schwantes (4 spp.)
      53. Cerochlamys N. E. Br. (3 spp.)
      54. Bijlia N. E. Br. (2 spp.)
      55. Acrodon N. E. Br. (5 spp.)
      56. Khadia N. E. Br. (6 spp.)
      57. Ebracteola Dinter & Schwantes (4 spp.)
      58. Brianhuntleya Chess., S. A. Hammer & I. Oliv. (3 spp.)
      59. Antegibbaeum Schwantes ex C. Weber (1 sp.)
      60. Antimima N. E. Br. emend. Dehn (110 spp.)
      61. Zeuktophyllum N. E. Br. (2 spp.)
      62. Smicrostigma N. E. Br. (1 sp.)
      63. Ruschia Schwantes (208 spp.)
      64. Hammeria Burgoyne (3 spp.)
      65. Esterhuysenia L. Bolus (6 spp.)
      66. Braunsia Schwantes (6 spp.)
      67. Marlothistella Schwantes (2 spp.)
      68. Vlokia S. A. Hammer (2 spp.)
      69. Dracophilus (Schwantes) Dinter & Schwantes (2 spp.)
      70. Juttadinteria Schwantes (5 spp.)
      71. Namibia Dinter & Schwantes ex Schwantes (2 spp.)
      72. Psammophora Dinter & Schwantes (4 spp.)
      73. Jordaaniella H. E. K. Hartmann (7 spp.)
      74. Ottosonderia L. Bolus (2 spp.)
      75. Nelia Schwantes (2 spp.)
      76. Argyroderma N. E. Br. (11 spp.)
      77. Phiambolia Klak (11 spp.)
      78. Titanopsis Schwantes (3 spp.)
      79. Oscularia Schwantes (24 spp.)
      80. Astridia Dinter (12 spp.)
      81. Ruschiella Klak (4 spp.)
      82. Arenifera Herre (1 sp.)
      83. Cephalophyllum N. E. Br. (33 spp.)
      84. Vanzijlia L. Bolus (1 sp.)
      85. Leipoldtia L. Bolus (13 spp.)
      86. Hallianthus H. E. K. Hartmann (1 sp.)
      87. Fenestraria N. E. Br. (2 spp.)
      88. Wooleya L. Bolus (1 sp.)
      89. Stayneria L. Bolus (1 sp.)
      90. Carpobrotus N. E. Br. (13 spp.)
      91. Sarcozona J. M. Black (2 spp.)
      92. Vanheerdea L. Bolus ex H. E. K. Hartmann (3 spp.)
      93. Lithops N. E. Br. (37 spp.)
      94. Dinteranthus Schwantes (6 spp.)
      95. Lapidaria (Dinter & Schwantes) Schwantes ex N. E. Br. (1 sp.)
      96. Schwantesia Dinter (11 spp.)
      97. Erepsia N. E. Br. (31 spp.)
      98. Circandra N. E. Br. (1 sp.)
      99. Roosia van Jaarsv. (2 spp.)
      100. Lampranthus N. E. Br. (209 spp.)
      101. Stoeberia Dinter & Schwantes (5 spp.)
      102. Ruschianthemum Friedrich (1 sp.)
      103. Eberlanzia Schwantes (8 spp.)
      104. Amphibolia L. Bolus ex Herre (5 spp.)
      105. Scopelogena L. Bolus (2 spp.)

  4. Subfamilia Acrosanthoideae Klak
    1. Acrosanthes Eckl. & Zeyh. (6 spp.)

  5. Subfamilia Aizooideae Spreng. ex Arn.
    1. Aizoanthemopsis Klak (1 sp.)
    2. Gunniopsis Pax (14 spp.)
    3. Tetragonia L. (49 spp.)
    4. Aizoanthemum Dinter ex Friedrich (4 spp.)
    5. Aizoon L. (45 spp.)
4. Familia Amaranthaceae Juss. (2334 spp.)
  1. Subfamilia Amaranthoideae Burnett
    1. Tribus Celosieae Fenzl
      1. Deeringia R. Br. (10 spp.)
      2. Pleuropetalum Hook. fil. (3 spp.)
      3. Henonia Moq. (1 sp.)
      4. Celosia L. (43 spp.)
      5. Hermbstaedtia Rchb. (15 spp.)

    2. Tribus Amarantheae Rchb.
      1. Subtribus Amaranthinae
        1. Bosea L. (4 spp.)
        2. Chamissoa Kunth (3 spp.)
        3. Herbstia Sohmer (1 sp.)
        4. Siamosia K. Larsen & Pedersen (1 sp.)
        5. Allmania R. Br. ex Wight (1 sp.)
        6. Charpentiera Gaudich. (6 spp.)
        7. Indobanalia Henry & B. Roy (1 sp.)
        8. Lagrezia Moq. (13 spp.)
        9. Amaranthus L. (95 spp.)
        10. Digera Forssk. (1 sp.)
        11. Neocentema Schinz (2 spp.)
        12. Pleuropterantha Franch. (3 spp.)

      2. Subtribus Aervinae
        1. Saltia Moq. (1 sp.)
        2. Sericostachys Gilg & Lopr. (1 sp.)
        3. Sericocomopsis Schinz (2 spp.)
        4. Sericocoma Fenzl (2 spp.)
        5. Pseudosericocoma Cavaco (1 sp.)
        6. Cyphocarpa (Fenzl) Lopr. (3 spp.)
        7. Centemopsis Schinz (12 spp.)
        8. Nelsia Schinz (2 spp.)
        9. Sericorema (Hook. fil.) Lopr. (2 spp.)
        10. Centema Hook. fil. (2 spp.)
        11. Eriostylos C. C. Towns. (1 sp.)
        12. Lopriorea Schinz (1 sp.)
        13. Rosifax C. C. Towns. (1 sp.)
        14. Leucosphaera Gilg (1 sp.)
        15. Cyathula Blume (27 spp.)
        16. Allmaniopsis Suess. (1 sp.)
        17. Pupalia Juss. (4 spp.)
        18. Marcelliopsis Schinz (3 spp.)
        19. Dasysphaera Volkens ex Gilg (4 spp.)
        20. Volkensinia Schinz (1 sp.)
        21. Arthraerva (Kuntze) Schinz (1 sp.)
        22. Wadithamnus T. Hammer & R. W. Davis (1 sp.)
        23. Paraerva T. Hammer (2 spp.)
        24. Aerva Forssk. (11 spp.)
        25. Polyrhabda C. C. Towns. (1 sp.)
        26. Trichuriella Bennet (1 sp.)
        27. Nothosaerva Wight (1 sp.)
        28. Nototrichum (Gray) Hillebr. (3 spp.)
        29. Calicorema Hook. fil. (2 spp.)
        30. Chionothrix Hook. fil. (2 spp.)
        31. Stilbanthus Hook. fil. (1 sp.)
        32. Mechowia Schinz (2 spp.)
        33. Nyssanthes R. Br. (4 spp.)
        34. Ptilotus R. Br. (119 spp.)
        35. Psilotrichum Blume (27 spp.)
        36. Psilotrichopsis C. C. Towns. (1 sp.)
        37. Achyranthes L. (22 spp.)
        38. Centrostachys Wall. (1 sp.)
        39. Achyropsis (Moq.) Hook. fil. (6 spp.)
        40. Pandiaka (Moq.) Hook. fil. (13 spp.)

    3. Tribus taksponomska pozicija nepoznata
      1. Lecosia Pedersen (2 spp.)
      2. Omegandra G. J. Leach & C. C. Towns. (1 sp.)

  2. Subfamilia Gomphogynoideae Luerss.
    1. Tribus Pseudoplantageae Covas
      1. Pseudoplantago Suess. (2 spp.)

    2. Tribus Gomphreneae Fenzl
      1. Subtribus Froelichiinae
        1. Guilleminea Kunth (6 spp.)
        2. Tidestromia Standl. (8 spp.)
        3. Froelichia Moench (15 spp.)
        4. Froelichiella R. E. Fr. (1 sp.)
        5. Pfaffia Mart. (33 spp.)
        6. Hebanthodes Pedersen (1 sp.)
        7. Hebanthe Mart. (5 spp.)
        8. Pedersenia Holub (9 spp.)
        9. Alternanthera Forssk. (107 spp.)

      2. Subtribus Gomphreninae
        1. Gomphrena L. (135 spp.)
        2. Pseudogomphrena R. E. Fr. (1 sp.)
        3. Iresine R. Br. (42 spp.)
        4. Quaternella Pedersen (3 spp.)

  3. Subfamilia Betoideae Ulbr.
    1. Acroglochin Schrad. ex Schult. (1 sp.)
    2. Hablitzia M. Bieb. (1 sp.)
    3. Oreobliton Durieu & Moq. (1 sp.)
    4. Aphanisma Nutt. ex Moq. (1 sp.)
    5. Beta L. (15 spp.)

  4. Subfamilia Chenopodioideae Burnett
    1. Tribus Axyrideae G. Kadereit & Sukhor.
      1. Axyris L. (7 spp.)
      2. Krascheninnikovia Gueldenst. (1 sp.)
      3. Ceratocarpus Buxb. ex L. (1 sp.)

    2. Tribus Dysphanieae Pax
      1. Teloxys Moq. (1 sp.)
      2. Neomonolepis Sukhor. (1 sp.)
      3. Suckleya Gray (1 sp.)
      4. Dysphania R. Br. (53 spp.)

    3. Tribus Anserineae Dumort.
      1. Spinacia L. (3 spp.)
      2. Blitum Hill (9 spp.)

    4. Tribus Atripliceae Duby
      1. Lipandra Moq. (1 sp.)
      2. Oxybasis Kar. & Kir. (14 spp.)
      3. Chenopodiastrum S. Fuentes, Uotila & Borsch (11 spp.)
      4. Microgynoecium Hook. fil. (1 sp.)
      5. Proatriplex (W. A. Weber) Stutz & G. L. Chu (1 sp.)
      6. Stutzia E. H. Zacharias (3 spp.)
      7. Archiatriplex G. L. Chu (1 sp.)
      8. Halimione Aellen (3 spp.)
      9. Atriplex L. (271 spp.)
      10. Extriplex E. H. Zacharias (2 spp.)
      11. Exomis Fenzl ex Moq. (2 spp.)
      12. Grayia Hook. & Arn. (4 spp.)
      13. Micromonolepis Ulbr. (1 sp.)
      14. Holmbergia Hicken (1 sp.)
      15. Baolia H. W. Kung & G. L. Chu (1 sp.)
      16. Chenopodium L. (117 spp.)

    5. Tribus Camphorosmeae Endl.
      1. Eokochia Freitag & G. Kadereit (1 sp.)
      2. Spirobassia Freitag & G. Kadereit (1 sp.)
      3. Chenolea Thunb. (2 spp.)
      4. Neokochia (Ulbr.) G. L. Chu & S. C. Sand. (2 spp.)
      5. Sclerolaena R. Br. (63 spp.)
      6. Maireana Moq. (59 spp.)
      7. Eremophea Paul G. Wilson (2 spp.)
      8. Enchylaena R. Br. (2 spp.)
      9. Didymanthus Endl. (1 sp.)
      10. Neobassia A. J. Scott (2 spp.)
      11. Malacocera R. H. Anderson (4 spp.)
      12. Dissocarpus F. Muell. (4 spp.)
      13. Osteocarpum F. Muell. (5 spp.)
      14. Threlkeldia R. Br. (2 spp.)
      15. Stelligera A. J. Scott (1 sp.)
      16. Roycea C. A. Gardner (3 spp.)
      17. Sclerochlamys F. Muell. (1 sp.)
      18. Grubovia Freitag & G. Kadereit (5 spp.)
      19. Camphorosma L. (3 spp.)
      20. Sedobassia Freitag & G. Kadereit (1 sp.)
      21. Bassia All. (20 spp.)

  5. Subfamilia Corispermoideae Raf.
    1. Corispermum B. Juss. ex L. (67 spp.)
    2. Agriophyllum M. Bieb. (7 spp.)
    3. Anthochlamys Fenzl (5 spp.)

  6. Subfamilia Salicornioideae Luerss.
    1. Kalidium Moq. (6 spp.)
    2. Halopeplis Ung.-Sternb. (3 spp.)
    3. Halostachys C. A. Mey. (1 sp.)
    4. Halocnemum M. Bieb. (2 spp.)
    5. Heterostachys Ung.-Sternb. (2 spp.)
    6. Allenrolfea Kuntze (3 spp.)
    7. Arthrocaulon Piirainen & G. Kadereit (3 spp.)
    8. Microcnemum Ung.-Sternb. (1 sp.)
    9. Arthroceras Piirainen & G. Kadereit (1 sp.)
    10. Tecticornia Hook. fil. (46 spp.)
    11. Mangleticornia P. W. Ball, G. Kadereit & Cornejo (1 sp.)
    12. Salicornia L. (59 spp.)

  7. Subfamilia Salsoloideae Raf.
    1. Tribus Suaedeae Moq.
      1. Suaeda Scop. (96 spp.)
      2. Bienertia Bunge ex Boiss. (4 spp.)
      3. Sevada Moq. (1 sp.)
      4. Lagenantha Chiov. (2 spp.)

    2. Tribus Salsoleae Dumort.
      1. Sympegma Bunge (2 spp.)
      2. Kali Mill. (21 spp.)
      3. Traganum Delile (2 spp.)
      4. Traganopsis Maire & Wilczek (1 sp.)
      5. Xylosalsola Tzvelev (6 spp.)
      6. Turania Akhani & Roalson (4 spp.)
      7. Halothamnus Jaub. & Spach (19 spp.)
      8. Oreosalsola Akhani (10 spp.)
      9. Collinosalsola Akhani & Roalson (2 spp.)
      10. Rhaphidophyton Iljin (1 sp.)
      11. Noaea Moq. (4 spp.)
      12. Salsola L. (33 spp.)
      13. Canarosalsola Akhani & Roalson (1 sp.)
      14. Arthrophytum Schrenk (9 spp.)
      15. Haloxylon Bunge (16 spp.)
      16. Halogeton C. A. Mey. (6 spp.)
      17. Cyathobasis Aellen (1 sp.)
      18. Girgensohnia Fenzl (5 spp.)
      19. Horaninowia Fisch. & C. A. Mey. (6 spp.)
      20. Cornulaca Delile (7 spp.)
      21. Nucularia Batt. (1 sp.)
      22. Anabasis L. (30 spp.)

    3. Tribus Caroxyloneae Akhani & Roalson
      1. Caroxylon Thunb. (114 spp.)
      2. Nitrosalsola Tzvelev (23 spp.)
      3. Kaviria Akhani & Roalson (10 spp.)
      4. Nanophyton Less. (8 spp.)
      5. Halocharis Moq. (9 spp.)
      6. Petrosimonia Bunge (12 spp.)
      7. Ofaiston Raf. (1 sp.)
      8. Pyankovia Akhani & Roalson (3 spp.)
      9. Halimocnemis C. A. Mey. (28 spp.)
      10. Piptoptera Bunge (1 sp.)
      11. Halarchon Bunge (1 sp.)
      12. Climacoptera Botsch. (32 spp.)
      13. Physandra Botsch. (1 sp.)

  8. Subfamilia Polycnemoideae Raf.
    1. Tribus Polycnemeae Dumort.
      1. Polycnemum L. (6 spp.)
      2. Nitrophila S. Watson (4 spp.)
      3. Hemichroa R. Br. (1 sp.)
      4. Surreya R. Masson & G. Kadereit (2 spp.)
5. Familia Anacampserotaceae Eggli & Nyffeler (46 spp.)
  1. Grahamia Gillies ex Hook. & Arn. (6 spp.)
  2. Anacampseros L. (22 spp.)
  3. Avonia (E. Mey. ex Fenzl) G. D. Rowley (18 spp.)
6. Familia Ancistrocladaceae Planch. ex Walp. (19 spp.)
  1. Ancistrocladus Wall. ex Wight & Arn. (19 spp.)
7. Familia Asteropeiaceae Takht. ex Reveal & Hoogland (8 spp.)
  1. Asteropeia Thouars (8 spp.)
8. Familia Barbeuiaceae Nakai (1 sp.)
  1. Barbeuia Thouars (1 sp.)
9. Familia Basellaceae Raf. (19 spp.)
  1. Basella L. (5 spp.)
  2. Anredera Juss. (12 spp.)
  3. Tournonia Moq. (1 sp.)
  4. Ullucus Caldas (1 sp.)
10. Familia Cactaceae Juss. (1768 spp.)
  1. Subfamilia Leuenbergerioideae
    1. Leuenbergeria Lodé (8 spp.)

  2. Subfamilia Pereskioideae Engelm.
    1. Pereskia Mill. (10 spp.)

  3. Subfamilia Opuntioideae Burnett
    1. Tribus Cylindropuntieae Doweld
      1. Quiabentia Britton & Rose (2 spp.)
      2. Pereskiopsis Britton & Rose (6 spp.)
      3. Micropuntia Daston (1 sp.)
      4. Grusonia F. Rchb. ex Britton & Rose (19 spp.)
      5. Cylindropuntia (Engelm.) F. M. Knuth (38 spp.)

    2. Tribus Tephrocacteae Doweld
      1. Pterocactus K. Schum. (12 spp.)
      2. Maihueniopsis Speg. (17 spp.)
      3. Puna Kiesling (2 spp.)
      4. Tephrocactus Lem. (11 spp.)
      5. Austrocylindropuntia Backeb. (6 spp.)
      6. Cumulopuntia F. Ritter (8 spp.)
      7. Punotia D. R. Hunt (1 sp.)

    3. Tribus Opuntieae DC.
      1. Miqueliopuntia Fric ex F. Ritter (1 sp.)
      2. Tunilla D. R. Hunt & Iliff (5 spp.)
      3. Salmiopuntia Fric ex Guiggi (1 sp.)
      4. Consolea Lem. (4 spp.)
      5. Brasiliopuntia A. Berger (3 spp.)
      6. Tacinga Britton & Rose (9 spp.)
      7. Opuntia Mill. (117 spp.)

  4. Subfamilia Maihuenioideae P. Fearn
    1. Maihuenia (Phil. ex F. A. C. Weber) Schum. (2 spp.)

  5. Subfamilia Cactoideae Eaton
    1. Tribus Blossfeldieae Crozier
      1. Blossfeldia Werderm. (1 sp.)

    2. Tribus Cacteae Rchb.
      1. 'Geohintonia Glass & W. A. Fitz Maur. (1 sp.)
      2. Aztekium Boed. (2 spp.)
      3. xAztekonia Mottram (0 sp.)
      4. Echinocactus Link & Otto (5 spp.)
      5. Astrophytum Lem. (6 spp.)
      6. Sclerocactus Britton & Rose (19 spp.)
      7. Kroenleinia Lodé (1 sp.)
      8. Bisnaga Orcutt (3 spp.)
      9. Parrycactus Doweld (5 spp.)
      10. Leuchtenbergia Hook. (1 sp.)
      11. Ferocactus Britton & Rose (17 spp.)
      12. Stenocactus (Schum.) Hill (8 spp.)
      13. Thelocactus (K. Schum.) Britton & Rose (13 spp.)
      14. Pediocactus Britton & Rose (7 spp.)
      15. Strombocactus Britton & Rose (2 spp.)
      16. Ariocarpus Scheidw. (6 spp.)
      17. Kadenicarpus Doweld (3 spp.)
      18. Turbinicarpus (Backeb.) Buxb. & Backeb. (14 spp.)
      19. Epithelantha (F. A. C. Weber) Britton & Rose (10 spp.)
      20. Obregonia Fric (1 sp.)
      21. Lophophora J. M. Coult. (2 spp.)
      22. Rapicactus Buxb. & Oehme (4 spp.)
      23. Acharagma (N. P. Taylor) A. D. Zimmerman ex C. E. Glass (3 spp.)
      24. Cumarinia (Knuth) Buxb. (1 sp.)
      25. Mammillaria Haw. (145 spp.)
      26. Ortegocactus Alexander (1 sp.)
      27. Cochemiea (K. Brandegee) Walton (39 spp.)
      28. Pelecyphora C. Ehrenb. (20 spp.)
      29. Coryphantha (Engelm.) Lem. (42 spp.)

    3. Tribus Copiapoeae ined.
      1. Copiapoa Britton & Rose (32 spp.)

    4. Tribus Calymmantheae R. S. Wallace
      1. Calymmanthium F. Ritter (1 sp.)
      2. Lymanbensonia Kimnach (4 spp.)

    5. Tribus Fraileeae ined.
      1. Frailea Britton & Rose (20 spp.)

    6. Tribus Rhipsalideae DC.
      1. Rhipsalis Gaertn. (39 spp.)
      2. Lepismium Pfeiff. (7 spp.)
      3. Schlumbergera Lem. (6 spp.)
      4. Hatiora Britton & Rose (6 spp.)

    7. Tribus Notocacteae Buxb.
      1. Rimacactus Mottram (1 sp.)
      2. Yavia R. Kiesling & Piltz (1 sp.)
      3. Neowerdermannia Fric (2 spp.)
      4. Eriosyce Phil. (56 spp.)
      5. Parodia Speg. (71 spp.)

    8. Tribus BCT klada
      1. Subtribus Uebelmanniinae ined.
        1. Uebelmannia Buining (3 spp.)

      2. Subtribus Stetsoniinae ined.
        1. Stetsonia Britton & Rose (1 sp.)

      3. Subtribus Cereinae
        1. Stephanocereus A. Berger (2 spp.)
        2. Xiquexique Lavor, Calvente & Versieux (3 spp.)
        3. Caerulocereus Guiggi (1 sp.)
        4. Cereus Mill. (36 spp.)
        5. Praecereus Buxb. (2 spp.)
        6. xPacherocactus G. D. Rowley (0 sp.)
        7. Brasilicereus Backeb. (3 spp.)
        8. Arrojadoa Britton & Rose (5 spp.)
        9. Pierrebraunia Esteves (3 spp.)
        10. Facheiroa Britton & Rose (4 spp.)
        11. Discocactus Pfeiff. (13 spp.)
        12. Melocactus Link & Otto (39 spp.)
        13. Pilosocereus Byles & G. D. Rowley (54 spp.)
        14. Cipocereus F. Ritter (5 spp.)
        15. Micranthocereus Backeb. (10 spp.)
        16. Browningia Britton & Rose (10 spp.)
        17. Rebutia K. Schum. (8 spp.)
        18. Weingartia Werderm. (45 spp.)
        19. Aylostera Speg. (9 spp.)

      4. Subtribus Trichocereinae
        1. Coleocephalocereus Backeb. (8 spp.)
        2. Gymnocalycium Pfeiff. (75 spp.)
        3. Matucana Britton & Rose (20 spp.)
        4. Espostoa Britton & Rose (11 spp.)
        5. Oreocereus (A. Berger) Riccob. (8 spp.)
        6. Mila Britton & Rose (1 sp.)
        7. Pygmaeocereus Johnson & Backeb. (2 spp.)
        8. Haageocereus Backeb. (9 spp.)
        9. Lasiocereus Ritter (2 spp.)
        10. xHaagespostoa G. D. Rowley (0 sp.)
        11. Espostoopsis Buxb. (1 sp.)
        12. Rauhocereus Backeb. (1 sp.)
        13. Leocereus Britton & Rose (1 sp.)
        14. Arthrocereus (A. Berger) A. Berger (5 spp.)
        15. Echinopsis Zucc. (88 spp.)
        16. Harrisia Britton (17 spp.)
        17. Estevesia P. J. Braun (1 sp.)
        18. Denmoza Britton & Rose (1 sp.)
        19. Acanthocalycium Backeb. (6 spp.)
        20. Weberbauerocereus Backeb. (8 spp.)
        21. Samaipaticereus Cárdenas (1 sp.)
        22. Yungasocereus Ritter (1 sp.)
        23. Cleistocactus Lem. (15 spp.)
        24. Borzicactus Riccob. (22 spp.)
        25. Cremnocereus M. Lowry, Winberg & Gut. Romero (1 sp.)
        26. Oroya Britton & Rose (2 spp.)

    9. Tribus temeljna Cactoideae I
      1. Subtribus Eulychniinae
        1. Eulychnia Phil. (8 spp.)
        2. Austrocactus Britton & Rose (10 spp.)

      2. Subtribus Pfeifferinae Volgin
        1. Pfeiffera Salm-Dyck (7 spp.)

      3. Subtribus Corryocactinae
        1. Corryocactus Britton & Rose (16 spp.)
        2. Jasminocereus Britton & Rose (1 sp.)
        3. Brachycereus Britton & Rose (1 sp.)

    10. Tribus Hylocereeae (Britton & Rose) Buxb.
      1. Acanthocereus (A. Berger) Britton & Rose (16 spp.)
      2. Aporocactus Lem. (2 spp.)
      3. Weberocereus Britton & Rose (10 spp.)
      4. Selenicereus (Berger) Britton & Rose (27 spp.)
      5. Pseudorhipsalis Britton & Rose (5 spp.)
      6. Kimnachia S. Arias & N. Korotkova (1 sp.)
      7. Epiphyllum Haw. (9 spp.)
      8. Disocactus Lindl. (14 spp.)

    11. Tribus Phyllocacteae Salm-Dyck
      1. Armatocereus Backeb. (7 spp.)
      2. Castellanosia Cárdenas (1 sp.)
      3. Leptocereus (A. Berger) Britton & Rose (15 spp.)
      4. Neoraimondia Britton & Rose (2 spp.)
      5. Strophocactus Britton & Rose (4 spp.)
      6. Deamia Britton & Rose (3 spp.)

    12. Tribus Pachycereeae Buxb.
      1. Subtribus Echinocereinae
        1. Echinocereus Engelm. (66 spp.)
        2. Stenocereus (A. Berger) Riccob. (24 spp.)
        3. Myrtillocactus Console (7 spp.)

      2. Subtribus Pachycereinae Buxb.
        1. Peniocereus (A. Berger) Britton & Rose (9 spp.)
        2. Pachycereus (A. Berger) Britton & Rose (13 spp.)
        3. Carnegiea Britton & Rose (1 sp.)
        4. Marginatocereus (Backeb.) Backeb. (1 sp.)
        5. Bergerocactus Britton & Rose (1 sp.)
        6. Cephalocereus Pfeiff. (5 spp.)
        7. Neobuxbaumia Backeb. (8 spp.)
11. Familia Caryophyllaceae Juss. (3318 spp.)
  1. Tribus Corrigioleae Dumort.
    1. Telephium L. (4 spp.)
    2. Corrigiola L. (12 spp.)

  2. Tribus Paronychieae Dumort.
    1. Philippiella Speg. (1 sp.)
    2. Herniaria L. (52 spp.)
    3. Gymnocarpos Forssk. (9 spp.)
    4. Paronychia Mill. (120 spp.)
    5. Chaetonychia (DC.) Sw. (1 sp.)

  3. Tribus Polycarpeae DC.
    1. Achyronychia Torr. & A. Gray (1 sp.)
    2. Scopulophila M. E. Jones (2 spp.)
    3. Polycarpon L. (6 spp.)
    4. Stipulicida Michx. (2 spp.)
    5. Augustea Iamonico (4 spp.)
    6. Cerdia Moc. & Sessé ex DC. (1 sp.)
    7. Microphyes Phil. (3 spp.)
    8. Reicheella Pax (1 sp.)
    9. Pycnophyllopsis Skottsb. (8 spp.)
    10. Pycnophyllum Remy (19 spp.)
    11. Drymaria Willd. ex Schult. (56 spp.)
    12. Polycarpaea Lam. (79 spp.)
    13. Xerotia Oliv. (1 sp.)
    14. Haya Balf. fil. (1 sp.)
    15. Krauseola Pax & K. Hoffm. (2 spp.)
    16. Polytepalum Suess. & Beyerle (1 sp.)
    17. Calycotropis Turcz. (1 sp.)
    18. Illecebrum L. (1 sp.)
    19. Pirinia M. Král (1 sp.)
    20. Cardionema DC. (7 spp.)
    21. Loeflingia L. (3 spp.)
    22. Ortegia L. (1 sp.)
    23. Pteranthus Forssk. (1 sp.)
    24. Dadjoua Parsa (1 sp.)
    25. Dicheranthus Webb (1 sp.)
    26. Cometes L. (2 spp.)
    27. Sphaerocoma T. Anderson (1 sp.)
    28. Pollichia Sol. ex Aiton (1 sp.)

  4. Tribus Sperguleae Dumort.
    1. Spergularia (Pers.) J. Presl & C. Presl (55 spp.)
    2. Spergula L. (15 spp.)
    3. Thylacospermum Fenzl (1 sp.)
    4. Rhodalsine Gay (1 sp.)

  5. Tribus Caryophylleae Lam. & DC.
    1. Subtribus Gypsophilinae
      1. Psammosilene W. C. Wu & C. Y. Wu (1 sp.)
      2. Ankyropetalum Fenzl (4 spp.)
      3. Gypsophila L. (151 spp.)

    2. Subtribus Caryophyllinae
      1. Saponaria L. (41 spp.)
      2. Acanthophyllum C. A. Mey. (88 spp.)
      3. Heterochroa Bunge (6 spp.)
      4. Cyathophylla Bocquet & Strid (2 spp.)
      5. Yazdana A.Pirani & Noroozi (1 sp.)
      6. Petroana Madhani & Zarre (2 spp.)
      7. Bolanthus (Ser.) Rchb. (17 spp.)
      8. Psammophiliella Ikonn. (5 spp.)
      9. Balkana Madhani & Zarre (1 sp.)
      10. Graecobolanthus Madhani & Rabeler (8 spp.)
      11. Petrorhagia (Ser. ex DC.) Link (31 spp.)
      12. Dianthus L. (361 spp.)

  6. Tribus Eremogoneae Rabeler & W. L. Wagner
    1. Eremogone Fenzl (101 spp.)

  7. Tribus Sileneae DC.
    1. Agrostemma L. (2 spp.)
    2. Viscaria Röhl. (5 spp.)
    3. Atocion Adans. (6 spp.)
    4. Eudianthe (Rchb.) Rchb. (2 spp.)
    5. Heliosperma (Rchb.) Rchb. (5 spp.)
    6. Petrocoptis Endl. (6 spp.)
    7. Silene L. (936 spp.)

  8. Tribus Arenarieae Kitt.
    1. Moehringia L. (28 spp.)
    2. Brachystemma D. Don (1 sp.)
    3. Arenaria L. (183 spp.)
    4. Schizotechium Rchb. (6 spp.)
    5. Odontostemma Benth. (62 spp.)

  9. Tribus Alsineae Lam. & DC.
  10. Mesostemma Vved. (10 spp.)
  11. Shivparvatia Pusalkar & D. K. Singh (10 spp.)
  12. Odontostemma Benth. (62 spp.)
  13. Pseudostellaria Pax (21 spp.)
  14. Schizotechium (Fenzl) Rchb. (6 spp.)
  15. Stellaria L. (166 spp.)
  16. Nubelaria M. T. Sharples & E. A. Tripp (3 spp.)
  17. Adenonema Bunge (2 spp.)
  18. Hartmaniella M. L. Zhang & Rabeler (2 spp.)
  19. Rabelera M. T. Sharples & E. A. Tripp (2 spp.)
  20. Dichodon (Bartl.) Rchb. (11 spp.)
  21. Holosteum Dill. ex L. (4 spp.)
  22. Moenchia Ehrh. (3 spp.)
  23. Cerastium L. (200 spp.)
  24. Tribus Pseudocherleriinae ined.
    1. Pseudocherleria Dillenb. & Kadereit (11 spp.)

  25. Tribus Sclerantheae Link ex DC.
    1. Wilhelmsia Rchb. (1 sp.)
    2. Honckenya Ehrh. (1 sp.)
    3. Schiedea Cham. & Schltdl. (35 spp.)
    4. Triplateia Bartl. (1 sp.)
    5. Stellaria p. p. (3 spp.)
    6. Mononeuria Rchb. (10 spp.)
    7. Scleranthus L. (15 spp.)
    8. Pentastemonodiscus Rech. fil. (1 sp.)
    9. Cherleria L. (21 spp.)

  26. Tribus Sagineae J. Presl
    1. Drypis Mich. ex L. (1 sp.)
    2. Bufonia L. (36 spp.)
    3. Lepyrodiclis Fenzl (4 spp.)
    4. Thurya Boiss. & Balansa (1 sp.)
    5. Minuartia L. (70 spp.)
    6. Mcneillia Dillenb. & Kadereit (5 spp.)
    7. Minuartiella Dillenb. & Kadereit (5 spp.)
    8. Colobanthus Bartl. (21 spp.)
    9. Sagina L. (35 spp.)
    10. Facchinia Rchb. (6 spp.)
    11. Sabulina Rchb. (74 spp.)
    12. Habrosia Fenzl (1 sp.)
12. Familia Corbichoniaceae Thulin (3 spp.)
  1. Corbichonia Scop. (3 spp.)
13. Familia Didiereaceae Radlk. (20 spp.)
  1. Subfamilia Portulacarioideae Appleq. & R. S. Wallace
    1. Portulacaria Jacq. (7 spp.)

  2. Subfamilia Calyptrothecoideae Pax & Gilg
    1. Calyptrotheca Gilg (2 spp.)

  3. Subfamilia Didiereoideae Appleq. & R. S. Wallace
    1. Decarya Choux (1 sp.)
    2. Alluaudiopsis Humb. & Choux (2 spp.)
    3. Alluaudia (Drake) Drake (6 spp.)
    4. Didierea Baill. (2 spp.)
14. Familia Dioncophyllaceae (Gilg) Airy Shaw (3 spp.)
  1. Dioncophyllum Baill. (1 sp.)
  2. Habropetalum Airy Shaw (1 sp.)
  3. Triphyophyllum Airy Shaw (1 sp.)
15. Familia Droseraceae Salisb. (207 spp.)
  1. Drosera L. (205 spp.)
  2. Dionaea Ellis (1 sp.)
  3. Aldrovanda L. (1 sp.)
16. Familia Drosophyllaceae Chrtek, Slavíková & Studicka (1 sp.)
  1. Drosophyllum Link (1 sp.)
17. Familia Frankeniaceae Desv. (80 spp.)
  1. Frankenia L. (80 spp.)
18. Familia Gisekiaceae Nakai (8 spp.)
  1. Genus Gisekia L. (8 spp.)
19. Familia Halophytaceae A. Soriano (1 sp.)
  1. Halophytum Speg. (1 sp.)
20. Familia Kewaceae Christenh. et al. (7 spp.)
  1. Kewa Christenh. et al. (7 spp.)
21. Familia Limeaceae Shipunov ex Reveal (24 spp.)
  1. Limeum L. (24 spp.)
22. Familia Lophiocarpaceae Doweld & Reveal (4 spp.)
  1. Lophiocarpus Turcz. (4 spp.)
23. Familia Macarthuriaceae Christenh. et al. (9 spp.)
  1. Macarthuria Hügel ex Endl. (9 spp.)
24. Familia Microteaceae Schäferh. & Borsch (11 spp.)
  1. Microtea Sw. (11 spp.)
25. Familia Molluginaceae Bartl. (97 spp.)
  1. Suessenguthiella Friedrich (1 sp.)
  2. Pharnaceum L. (26 spp.)
  3. Polpoda J. Presl (2 spp.)
  4. Adenogramma Rchb. (11 spp.)
  5. Psammotropha Eckl. & Zeyh. (11 spp.)
  6. Hypertelis E. Mey. ex Fenzl (7 spp.)
  7. Paramollugo Thulin (9 spp.)
  8. Coelanthum E. Mey. ex Fenzl (3 spp.)
  9. Trigastrotheca F. Muell. (4 spp.)
  10. Mollugo L. (13 spp.)
  11. Glinus L. (10 spp.)
26. Familia Montiaceae Raf. (267 spp.)
  1. Tribus Phemerantheae Hershk.
    1. Phemeranthus Raf. (28 spp.)
    2. Schreiteria Carolin (1 sp.)

  2. Tribus Cistantheae Hershk.
    1. Cistanthe Spach (36 spp.)
    2. Montiopsis Kuntze (20 spp.)
    3. Calyptridium Nutt. ex Torr. & A. Gray (12 spp.)
    4. Thingia Hershk. (1 sp.)
    5. Philippiamra Kuntze (7 spp.)
    6. Lenzia Phil. (1 sp.)
    7. Calandrinia Kunth (17 spp.)

  3. Tribus Hectorelleae Appleq., Nepokr. & W. L. Wagner
    1. Hectorella Hook. fil. (1 sp.)
    2. Lyallia Hook. fil. (1 sp.)

  4. Tribus neopisan
    1. Rumicastrum Ulbr. (66 spp.)

  5. Tribus Montieae
    1. Montia L. (21 spp.)
    2. Claytonia L. (36 spp.)
    3. Lewisia Pursh (18 spp.)
    4. Lewisiopsis Govaerts (1 sp.)
27. Familia Nepenthaceae Dumort. (176 spp.)
  1. Nepenthes L. (176 spp.)
28. Familia Nyctaginaceae Juss. (452 spp.)
  1. Tribus Leucastereae Benth. & Hook. fil.
    1. Reichenbachia Spreng. (1 sp.)
    2. Andradea Allemão (1 sp.)
    3. Ramisia Glaz. ex Baill. (1 sp.)
    4. Leucaster Choisy (1 sp.)

  2. Tribus Boldoeae Heimerl
    1. Salpianthus Humb. & Bonpl. (3 spp.)
    2. Boldoa Cav. ex Lag. (1 sp.)
    3. Cryptocarpus Kunth (1 sp.)

  3. Tribus Colignonieae Heimerl
    1. Colignonia Endl. (6 spp.)

  4. Tribus Bougainvilleeae Choisy
    1. Bougainvillea Comm. ex Juss. (16 spp.)
    2. Belemia Pires (2 spp.)
    3. Phaeoptilum Radlk. (1 sp.)

  5. Tribus Pisonieae Meisn.
    1. Pisoniella (Heimerl) Standl. (2 spp.)
    2. Guapira Aubl. (77 spp.)
    3. Neea Ruiz & Pav. (83 spp.)
    4. Neeopsis Lundell (1 sp.)
    5. Cephalotomandra Karst. & Triana (1 sp.)
    6. Grajalesia Miranda (1 sp.)
    7. Ceodes J. R. Forst. & G. Forst. (21 spp.)
    8. Pisonia L. (29 spp.)

  6. Tribus Nyctagineae Horan.
    1. Acleisanthes A. Gray (17 spp.)
    2. Abronia Juss. (23 spp.)
    3. Tripterocalyx (Torr.) Hook. (4 spp.)
    4. Mirabilis L. (61 spp.)
    5. Commicarpus Standl. (38 spp.)
    6. Allionia L. (2 spp.)
    7. Cyphomeris Standl. (2 spp.)
    8. Anulocaulis Standl. (5 spp.)
    9. Nyctaginia Choisy (1 sp.)
    10. Okenia Schltdl. & Cham. (1 sp.)
    11. Boerhavia Vaill. ex L. (47 spp.)
    12. Cuscatlania Standl. (1 sp.)

  7. Tribus Caribeeae Douglas & Spellenb.
    1. Caribea Alain (1 sp.)
29. Familia Physenaceae Takht. (2 spp.)
  1. Physena Noronha ex Thouars (2 spp.)
30. Familia Phytolaccaceae R. Br. (55 spp.)
  1. Subfamilia Phytolaccoideae R. Br.
    1. Anisomeria D. Don (2 spp.)
    2. Ercilla A. Juss. (2 spp.)
    3. Phytolacca L. (24 spp.)
    4. Nowickea J. Martínez & J. A. McDonald (2 spp.)

  2. Subfamilia Rivinoideae Nowicke
    1. Seguieria Loefl. (6 spp.)
    2. Gallesia Casar. (1 sp.)
    3. Monococcus F. Muell. (1 sp.)
    4. Petiveria L. (1 sp.)
    5. Ledenbergia Klotzsch ex Moq. (3 spp.)
    6. Trichostigma A. Rich. (3 spp.)
    7. Schindleria H. Walter (3 spp.)
    8. Rivina L. (3 spp.)
    9. Hilleria Vell. (4 spp.)
31. Familia Plumbaginaceae Juss. (1126 spp.)
  1. Subfamilia Plumbaginoideae Burnett
    1. Plumbago L. (18 spp.)
    2. Plumbagella Spach (1 sp.)
    3. Dyerophytum Kuntze (4 spp.)
    4. Ceratostigma Bunge (7 spp.)

  2. Subfamilia Staticoideae Burnett
    1. Tribus Aegialitideae (Link) T. H. Peng
      1. Aegialitis R. Br. (2 spp.)

    2. Tribus Staticeae Bartl.
      1. Limoniastrum Heist. ex Fabr. (2 spp.)
      2. Ceratolimon M. B. Crespo & Lledó (3 spp.)
      3. Saharanthus M. B. Crespo & Lledó (1 sp.)
      4. Psylliostachys (Jaub. & Spach) Nevski (6 spp.)
      5. Myriolimon Lledó, Erben & M. B. Crespo (2 spp.)
      6. Bakerolimon Lincz. (2 spp.)
      7. Muellerolimon Lincz. (1 sp.)
      8. Acantholimon Boiss. (304 spp.)
      9. Bamiania Lincz. (1 sp.)
      10. Bukiniczia Lincz. (1 sp.)
      11. Cephalorhizum Popov & Korovin (3 spp.)
      12. Dictyolimon Rech. fil. (4 spp.)
      13. Gladiolimon Mobayen (1 sp.)
      14. Popoviolimon Lincz. (1 sp.)
      15. Neogontscharovia Lincz. (3 spp.)
      16. Ghaznianthus Lincz. (1 sp.)
      17. Ikonnikovia Lincz. (1 sp.)
      18. Goniolimon Boiss. (19 spp.)
      19. Limoniopsis Lincz. (2 spp.)
      20. Limonium Mill. (639 spp.)
      21. Armeria Willd. (97 spp.)
32. Familia Polygonaceae Juss. (1463 spp.)
  1. Subfamilia Symmerioideae Meisn.
    1. Symmeria Benth. (1 sp.)

  2. Subfamilia neopisana
    1. Afrobrunnichia Hutch. & Dalziel (2 spp.)

  3. Subfamilia Eriogonoideae Arn.
    1. Tribus Brunnichieae C. A. Mey.
      1. Brunnichia Banks ex Gaertn. (1 sp.)
      2. Antigonon Endl. (3 spp.)

    2. Tribus Coccolobeae Dumort.
      1. Neomillspaughia S. F. Blake (3 spp.)
      2. Podopterus Humb. & Bonpl. (3 spp.)
      3. Coccoloba P. Browne (174 spp.)

    3. Tribus Leptogoneae Jan. M. Burke & Adr. Sanchez
      1. Leptogonum Benth. (1 sp.)

    4. Tribus Triplarideae C. A. Mey.
      1. Magoniella Adr. Sanchez (1 sp.)
      2. Triplaris Loefl. ex L. (19 spp.)
      3. Ruprechtia C. A. Mey. (34 spp.)
      4. Salta Adr. Sanchez (1 sp.)

    5. Tribus Gymnopodieae Jan. M. Burke & Adr. Sanchez
      1. Gymnopodium Rolfe (2 spp.)

    6. Tribus Eriogoneae Dumort.
      1. Eriogonum Michx. (254 spp.)
      2. Oxytheca Nutt. (3 spp.)
      3. Acanthoscyphus Small (1 sp.)
      4. Sidotheca Reveal (3 spp.)
      5. Dedeckera Reveal & J. T. Howell (1 sp.)
      6. Gilmania Coville (1 sp.)
      7. Stenogonum Nutt. (2 spp.)
      8. Goodmania Reveal & Ertter (1 sp.)
      9. Nemacaulis Nutt. (1 sp.)
      10. Johanneshowellia Reveal (2 spp.)
      11. Dodecahema Reveal & Hardham (1 sp.)
      12. Aristocapsa Reveal & Hardham (1 sp.)
      13. Chorizanthe R. Br. ex Benth. (61 spp.)
      14. Mucronea Benth. (2 spp.)
      15. Systenotheca Reveal & Hardham (1 sp.)
      16. Centrostegia A. Gray ex Benth. (1 sp.)
      17. Hollisteria S. Watson (1 sp.)
      18. Lastarriaea Rémy (3 spp.)
      19. Pterostegia Fisch. & C. A. Mey. (1 sp.)
      20. Harfordia Greene & C. Parry (1 sp.)

  4. Subfamilia Polygonoideae Eaton
    1. Tribus Oxygoneae T. M. Schust. & Reveal
      1. Oxygonum Burchell ex Campderá (36 spp.)

    2. Tribus Persicarieae Dumort.
      1. Persicaria (L.) Mill. (130 spp.)
      2. Bistorta (L.) Scop. (42 spp.)
      3. Koenigia L. (55 spp.)

    3. Tribus Fagopyreae Yonek.
      1. Fagopyrum Mill. (31 spp.)

    4. Tribus Pteroxygoneae T. M. Schust. & Reveal
      1. Pteroxygonum Damm. & Diels (2 spp.)

    5. Tribus Calligoneae C. A. Mey.
      1. Pteropyrum Jaub. & Spach (7 spp.)
      2. Calligonum L. (63 spp.)

    6. Tribus Rumiceae Dumort.
      1. Oxyria Hill (3 spp.)
      2. Rumex L. (190 spp.)
      3. Rheum L. (59 spp.)

    7. Tribus Polygoneae Rchb.
      1. Knorringia (Czukav.) Tzvelev. (1 sp.)
      2. Fallopia p. p. (1 sp.)
      3. Caelestium Yurtseva & Mavrodiev (2 spp.)
      4. Bactria Yurtseva & Mavrodiev (1 sp.)
      5. Atraphaxis L. (46 spp.)
      6. Duma T. M. Schust. (3 spp.)
      7. Polygonum L. (151 spp.)
      8. Polygonella Michx. (11 spp.)
      9. Reynoutria Houtt. (5 spp.)
      10. Fallopia Adans. (12 spp.)
      11. Muehlenbeckia Meisn. (25 spp.)
33. Familia Portulacaceae Juss. (150 spp.)
  1. Portulaca L. (150 spp.)
34. Familia Rhabdodendraceae Prance (3 spp.)
  1. Rhabdodendron Gilg & Pilg. (3 spp.)
35. Familia Sarcobataceae Behnke (2 spp.)
  1. Sarcobatus Nees (2 spp.)
36. Familia Simmondsiaceae Tiegh. (1 sp.)
  1. Simmondsia Nutt. (1 sp.)
37. Familia Stegnospermataceae (A. Rich.) Nakai (4 spp.)
  1. Stegnosperma Benth. (4 spp.)
38. Familia Talinaceae (Fenzl) Doweld (28 spp.)
  1. Talinella Baill. (12 spp.)
  2. Talinum Adans. (15 spp.)
  3. Amphipetalum Bacigalupo (1 sp.)
39. Familia Tamaricaceae Link (108 spp.)
  1. Tribus Reaumurieae Horan.
    1. Reaumuria Hasselq. ex L. (22 spp.)

  2. Tribus Tamariceae Rchb.
    1. Tamarix L. (24 spp.)
    2. Myrtama Ovcz. & Kinzik. (1 sp.)
    3. Myricaria Desv. (15 spp.)

### Cronquist
- Plantae
  - Magnoliophyta
    - Magnoliopsida
      - Caryophyllidae
        - Red Caryophyllales Benth. & Hook., 1862
          - Porodica Achatocarpaceae Heimerl, 1934
            - Rod Achatocarpus Triana
            - Rod Phaulothamnus A.Gray

          - Porodica Aizoaceae Rudolphi, 1830
            - Rod Conophytum N.E.Br.
            - Rod Eberlanzia Schwantes
            - Rod Trianthema L.
            - Rod Mesembryanthemum L.
            - Rod Tetragonia L.
            - Rod Lithops N.E.Br.
            - Rod Lampranthus N.E.Br.

          - Porodica Amaranthaceae Juss., 1789
            - Rod Gomphrena L.
            - Rod Froelichia Vahl
            - Rod Iresine P.Browne
            - Rod Alternanthera Forssk.
            - Rod Amaranthus L.
            - Rod Celosia L.
            - Rod Ptilotus R.Br.

          - Porodica Basellaceae Moquin-Tandon, 1840
            - Rod Anredera Juss.
            - Rod Basella L.
            - Rod Ullucus Caldas
            - Rod Tournonia Moq.

          - Porodica Cactaceae Juss., 1789
            - Rod Coryphantha (Engelm.) Lem., 1868
            - Rod Mammillaria Haw., 1812
            - Rod Rhipsalis Gaertn., 1788
            - Rod Pereskia (Plum.) Mill., 1754
            - Rod Leuchtenbergia Hook., 1848
            - Rod Schlumbergera E.Morren
            - Rod Pereskiopsis Britton & Rose, 1907

          - Porodica Caryophyllaceae Juss., 1789
            - Rod Corrigiola L.
            - Rod Dianthus L.
            - Rod Gypsophila L.
            - Rod Arenaria L.
            - Rod Cerastium L.
            - Rod Saponaria L.
            - Rod Scleranthus L.
            - Rod Stellaria L.
            - Rod Silene L.

          - Porodica Chenopodiaceae Ventenat, 1799
            - Rod Salsola L.
            - Rod Halogeton C.A.Mey.
            - Rod Chenopodium L.
            - Rod Atriplex L.
            - Rod Dysphania R.Br.
            - Rod Suaeda Forssk. ex Scop.
            - Rod Haloxylon Bunge
            - Rod Allenrolfea Kuntze
            - Rod Beta L.
            - Rod Halophytum Speg.
            - Rod Obione Gaertn.
            - Rod Salicornia L.
            - Rod Eurotia Adans.
            - Rod Blitum L., 1753
            - Rod Microtea Sw.
            - Rod Lophiocarpus Turcz.
            - Rod Sarcobatus Nees
            - Rod Spinacia L.

          - Porodica Didiereaceae Drake del Castillo, 1903
            - Rod Decarya Choux, 1929
            - Rod Alluaudia (Drake) Drake
            - Rod Didierea Baill.
            - Rod Alluaudiopsis Humbert & Choux

          - Porodica Molluginaceae Hutch., 1926
            - Rod Coelanthum E.Mey. ex Fenzl
            - Rod Corbichonia Scop.
            - Rod Adenogramma Link ex Engl.
            - Rod Glinus L.
            - Rod Pharnaceum L.
            - Rod Orygia Forssk.
            - Rod Polpoda C.Presl
            - Rod Mollugo L.
            - Rod Limeum L.

          - Porodica Nyctaginaceae Juss., 1789
            - Rod Bougainvillea Comm. ex Juss.
            - Rod Mirabilis L.

          - Porodica Phytolaccaceae R. Br., 1818
            - Rod Barbeuia Thouars
            - Rod Gisekia L.
            - Rod Stegnosperma Benth.
            - Rod Phytolacca L.

          - Porodica Portulacaceae Juss., 1789
            - Rod Calandrinia Kunth
            - Rod Hectorella Hook.f.
            - Rod Anacampseros Mill.
            - Rod Claytonia L.
            - Rod Lyallia Hook.f.
            - Rod Portulaca L.
            - Rod Montia L.
            - Rod Talinum Adans.
            - Rod Lewisia Pursh

### Takhtajanov sustav
- - Podrazred Caryophyllidae
    - Nadred Caryophyllanae
      - Red Caryophyllales
        - Porodica Phytolaccaceae
        - Porodica Gisekiaceae
        - Porodica Agdestidaceae
        - Porodica Barbeuiaceae
        - Porodica Achatocarpaceae
        - Porodica Petiveriaceae
        - Porodica Nyctaginaceae
        - Porodica Aizoaceae
        - Porodica Sesuviaceae
        - Porodica Tetragoniaceae
        - Porodica Stegnospermataceae
        - Porodica Portulacaceae
        - Porodica Hectorellaceae
        - Porodica Basellaceae
        - Porodica Halophytaceae
        - Porodica Cactaceae
        - Porodica Didiereaceae
        - Porodica Molluginaceae
        - Porodica Caryophyllaceae
        - Porodica Amaranthaceae
        - Porodica Chenopodiaceae

    - Nadred Gyrostemonanae
      - Red Gyrostemonales
        - Porodica Gyrostemonaceae

    - Nadred Polygonanae
      - Red Polygonales
        - Porodica Polygonaceae

    - Nadred Plumbaginanae
      - Red Plumbaginales
        - Porodica Plumbaginaceae

### Thorneov sustav1992
- Nadred Caryophyllana
  - red Caryophyllales
    - a. podred Caryophyllineae
      - porodica Caryophyllaceae (70/1750) 
        - potporodica Alsinoideae
        - potporodica Paronychioideae
        - potporodica Caryophylloideae

      - porodica Molluginaceae (13/90)

    - b. podred Achatocarpineae
      - porodica Achatocarpaceae (2/10)

    - c. podred Portulacineae
      - porodica Portulacaceae (19/500)
      - porodica Hectorellaceae (2/2)
      - porodica Basellaceae (4/40)
      - porodica Didiereaceae (4/11)
      - porodica Cactaceae (93/1400)

    - d. podred Phytolaccineae
      - porodica Phytolaccaceae (14/97)
        - potporodica Phytolaccoideae - 5 rodova 50 sp. (uklj. Lophiocarpus)
        - potporodica Gisekioideae - 1 rod 5 sp. (Gisekia)

      - porodica Nyctaginaceae (30/290)
      - porodica Aizoaceae (141/2040)
        - potporodica Aizooideae - 6 rodova 80 sp.
        - potporodica Aptenioideae - 9 rodova 90 sp.
        - potporodica Ruschioideae - 120 rodova 1800 sp. (ukljh. Caryotophoroideae, Hymenogynoideae)
        - potporodica Sesuvioideae - 4 roda 20 sp.
        - potporodica Tetragonioideae - 2 roda 50 sp. (Tetragonia, Tribulocarpus)

      - porodica Halophytaceae (1/1)
      - porodica Stegnospermataceae (1/3)

    - e. podred Chenopodiineae
      - porodica Chenopodiaceae (104/1510) 
        - potporodica Chenopodioideae - uklj. Dysphania, Microtea
        - potporodica Salicornioideae
        - potporodica Salsoloideae

      - porodica Amaranthaceae (65/850) 
        - potporodica Amaranthoideae
        - potporodica Gomphrenoideae